# Burkhard Brozat
Burkhard Brozat (* 19. September 1953 in Hamburg) ist ein deutscher Liedtexter, Autor, Komponist und Musikproduzent.

## Leben
Burkhard Brozat spielte schon als Schüler in einer Band. Nach einer Ausbildung zum Fernmeldetechniker absolvierte er die Fachoberschule am Johanneum Hamburg. Während seines Studiums an der Hochschule für Wirtschaft und Politik in Hamburg knüpfte er die ersten Kontakte zur Hamburger Szene. Es ergaben sich erste Studioarbeiten und Co-Produktionen mit Udo Lindenberg. 1984 begann die Zusammenarbeit mit Peter Maffay. Das Album Grössenwahn (1987) war Brozats Debüt als Liedermacher, Interpret und Musikproduzent. 1994 wurde er mit dem Fred-Jay-Preis ausgezeichnet.
Zu Filmen von Detlev Buck schrieb er die Filmmusik.
Neben Udo Lindenberg veröffentlichte Burkhard Brozat Musiktitel mit Wolfgang Petry, Milva, Puhdys, Mary Roos, Truck Stop, Vikinger, Bernd Stelter, Corinna May, Angelo Branduardi u. v. m.
Seit 2002 gehört Brozat dem Aufsichtsrat der GEMA an. Von 2003 bis 2007 war Brozat Vizepräsident des Deutschen Textdichter-Verbands.